# 1952 en basket-ball
Chronologie du basket-ball
1951 en basket-ball - 1952 en basket-ball - 1953 en basket-ball
Les faits marquants de l'année 1952 en basket-ball :

## Juin
- Championnat d'Europe féminin : URSS.

## Récapitulatifs des principaux vainqueurs de compétitions 1951-1952

### Masculins
| Europe - France : ASVEL. - Grèce : non disputé. - Italie : Borletti Milano. - URSS : VVS MVO Moscou. - Yougoslavie : Étoile rouge de Belgrade. | Amériques - National Basketball Association : Minneapolis Lakers. | Afrique, Asie, Océanie |

### Féminines
| Europe - Espagne : non disputé (création en 1964). - France : CS Château-Thierry. - Grèce : non disputé (création en 1968). - Italie : Ginnastica Comense. | Amériques | Afrique, Asie, Océanie |

## Août
- Jeux olympiques : États-Unis.